# Asparagus angusticladus
Asparagus angusticladus là một loài thực vật có hoa trong họ Măng tây. Loài này được (Jessop) J.-P.Lebrun & Stork mô tả khoa học đầu tiên năm 1995.

## Hình ảnh

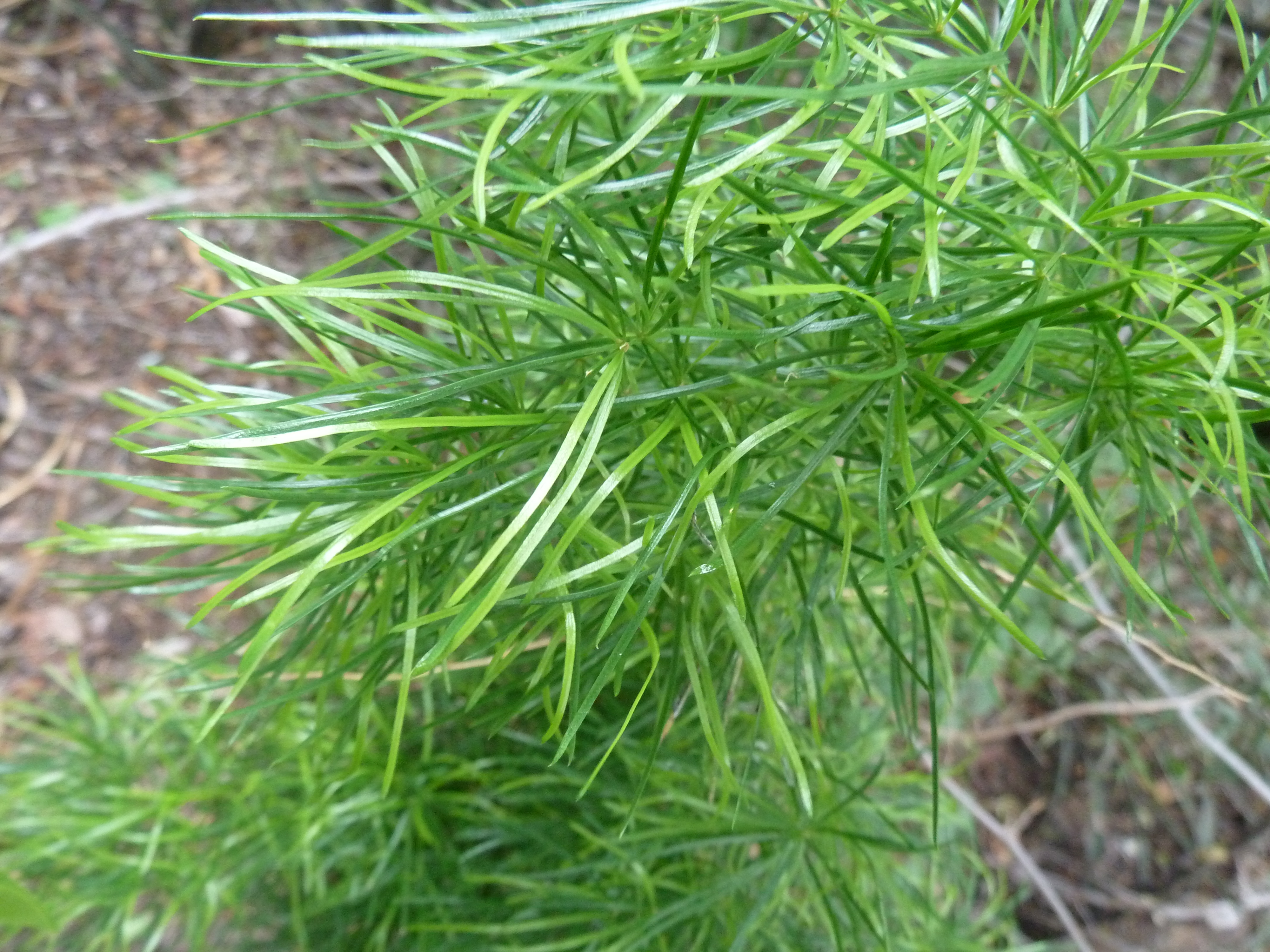